# Zotique de Comane
Pour les articles homonymes, voir Zotique.
Zotique (en grec : Ζωτικός) est un évêque et martyr chrétien du IIIe siècle. Il est vénéré comme un saint tant par les Catholiques que les Orthodoxes. Sa fête a été fixée le 21 juillet.

## Biographie
Peu d'informations existent sur sa personne. Son nom est cité une fois par Eusèbe de Césarée lorsque celui-ci évoque un ouvrage perdu écrit par Apollonius d'Ephèse. On sait de sources certaines qu'il était évêque de Comana (également orthographié Conana ou Comama), localité située dans la Cappadoce actuelle (d'aucuns cependant parlent d'une localité en Italie), qu'il était un excellent apologète combattant en particulier le mouvement chrétien hétérodoxe montaniste, mouvement né et très présent en Anatolie. Il est aussi connu pour avoir subi le martyr. Il serait mort lors de la persécution de Septime Sévère vers 204.

## Divers
Il existe une "Vie de Zotique" écrite sous le règne de l'empereur byzantin Michel IV le Paphlagonien.
Au Québec une municipalité porte son nom, Saint-Zotique.